# Valódi lepkék
A valódi lepkék (Glossata) az ízeltlábúak törzsében a rovarok osztályába tartozó lepkék (Lepidoptera) rendjének egyik alrendje, öt alrendággal és több ezer fajjal.

## Rendszertani felosztásuk
1. Genetikai alapú
A korszerű rendszertanok az alrendet alrendágakra osztják:
- Dacnonypha alrendág
  - Eriocranioidea öregcsalád (rágójuk már nem működőképes; hernyóik aknáznak)
    - Acanthopteroctetidae család (D. R. Davis, 1978) – 2 nemmel
    - Félszipókás pillefélék vagy ősmolyok családja (Eriocraniidae – Tutt, 1899) – 10 nemmel

- Gyökérrágó lepkék alrendága (Exoporia)
  - Hepialoidea öregcsalád
    - Anomosetidae család – 1 nem (Anomoses)
    - Gyökérrágó lepkefélék családja (Hepialidae – Stephens, 1829) – mintegy 70 nemmel
    - Neotheoridae család – 1 nem (Neotheora)
    - Palaeosetidae család – 4 nemmel
    - Prototheoridae család – 2 nemmel

  - Mnesarchaeidae öregcsalád
    - Mnesarchaeidae család – 1 nem (Mnesarchaea)

- Lophocoronina alrendág
  - Lophocoronoidea öregcsalád
    - Lophocoronidae család – 1 nem (Lophocorona)

- Neopseustina alrendág
  - Neopseustoidea öregcsalád
    - Neopseustidae család – 6 nemmel

- Heteroneura alrendág
Ez az alrendág annyira fajgazdag, hogy a kellő tagolás érdekében az alrendág és a család között öt rendszertani szintet különítenek el (tagozat, osztag, alosztag, öregcsalád, sorozat).

### AHeteroneuraalrendág rendszertani felosztása
- Kettős ivarnyílásúak (Ditrysia) tagozat (ide tartozik a lepkefajok többsége)
  - Cossina osztag
    - Cossina alosztag
      - Castnioidea öregcsalád
        -           - Castniidae család

      - Cossoidea  öregcsalád
        - Cossiformes sorozat
          - Farontó lepkefélék családja (Cossidae)
          - Dudgeoneidae család
          - Metarbelidae család

        - Limacodiformes sorozat
          - Cyclotornidae család
          - Epipyropidae család
          - Dalceridae család
          - Csigalepkefélék családja (Limacodidae)

      - Tortricoidea öregcsalád
        -           - Sodrómolyfélék vagy sodrólepkefélék családja (Tortricidae)

    - Bombycina alosztag
      - Selyemlepkeszerűek öregcsaládja (Bombycoidea)
        - Bombyciformes sorozat
          - Szövőlepkefélék vagy pohókfélék családja (Lasiocampidae)
          - Anthelidae család
          - Selyemlepkefélék családja (Bombycidae)
          - Carthaeidae család
          - Eupterotidae család
          - Mimallonidae család

        - Saturniiformes sorozat
          - Pávaszemek vagy pápaszemes szövőfélék családja (Saturniidae vagy Attaciidae) (pl. a közismert kis pávaszem (Eudia pavonia) faj)
          - Brahmaeidae család
          - Tarka szövőlepkefélék családja (Endromidae)
          - Őszi szövőlepkefélék vagy sárgaszövőfélék családja (Lemoniidae)
          - Mirinidae család
          - Oxytenidae család

      - Calliduloidea öregcsalád
        -           - Callidulidae család

      - Sarlósszárnyúszerűek öregcsaládja (Drepanoidea)
        -           - Cimeliidae család (régebben: Axiidae)
          - Sarlósszövők családja (Drepanidae)

      - Geometroidea öregcsalád
        -           - Araszolófélék családja (Geometridae)
          - Hedylidae család

      - Bagolylepkeszerűek öregcsaládja (Noctuoidea)
        -           - Bagolylepkefélék családja (Noctuidae)
          - Gyapjaslepkefélék családja (Lymantriidae)
          - Púposszövőfélék családja (Notodontidae)
          - Medvelepkefélék családja (Arctiidae)
          - Doidae család
          - Nolidae család
          - Oenosandridae család
          - Pantheidae család

      - Pillangószerűek öregcsaládja (Papilionoidea)
        - Busalepke-alakúak sorozata (Hesperiiformes)
          - Busalepkefélék családja (Hesperiidae)

        - Pillangóalakúak sorozata (Papilioniformes)
          - Boglárkalepkék családja (Lycaenidae)
          - Fehérlepkék családja (Pieridae)
          - Tarkalepkefélék vagy főlepkék családja (Nymphalidae)
          - Pillangófélék családja (Papilionidae)
          - Mozaiklepkék családja(Riodinidae)

      - Szenderszerűek öregcsaládja (Sphingoidea)
        -           - Szenderfélék családja (Sphingidae)

      - Szivárványlepkeszerűek öregcsaládja (Uranioidea)
        -           - Epicopeiidae család
          - Sematuridae család
          - Szivárványlepkefélék családja (Uraniidae)

  - Tineina osztag
    - Sesiina alosztag
      - Szitkárszerűek  öregcsaládja (Sesioidea)
        -           - Zzitkárfélék vagy üvegszárnyú lepkék családja (Sesiidae)
          - Pusztamolyfélék családja (Brachodidae vagy Atychiidae)
          - Levélmolyfélék családja (Choreutidae)
          - Nyárfamolyfélék családja (Urodidae)

      - Csüngőlepkeszerűek öregcsaládja (Zygaenoidea)
        -           - Csüngőlepkefélék családja (Zygaenidae)
          - Aididae család
          - Anomoeotidae család
          - Füstösszárnyú molyfélék családja (Heterogynidae)
          - Himantopteridae család
          - Lacturidae család
          - Megalopygidae család
          - Somabrachyidae család

    - Tineina alosztag
      - Copromorphoidea öregcsalád
        -           - Soktollú molyfélék családja (Alucitidae)
          - Bogyórágó molyfélék családja (Carposinidae)
          - Copromorphidae család
          - Ívelt szárnyú molyfélék családja (Epermeniidae)

      - Galacticoidea öregcsalád
        -           - Galacticidae család

      - Sarlós ajkú molyszerűek öregcsaládja (Gelechioidea) mintegy két tucatnyi család
        -           - Lándzsás tündérmolyfélék családja (Agonoxenidae)
          - Erdei díszmolyfélék családja (Amphisbatidae)
          - Avarmolyfélék családja (Autostichidae)
          - Lándzsásmolyfélék családja (Batrachedridae)
          - Avarevő molyfélék családja (Blastobasidae)
          - Tavaszi molyfélék családja (Chimabachidae)
          - Zsákhordó molyfélék családja (Coleophoridae)
          - Tündérmolyfélék családja (Cosmopterigidae)
          - Rózsás díszmolyfélék családja (Deuterogonidae)
          - Laposmolyfélék családja (Depressariidae)
          - Fűaknázó molyfélék családja (Elachistidae)
          - Feketemolyfélék családja (Ethmiidae)
          - Sarlósajkú molyfélék családja (Gelechiidae)
          - „Ürülékmolyfélék” családja (feltételes magyar név) (Holcopogonidae)
          - Hindumolyfélék (Lecithoceridae)
          - Zsákosmolyfélék családja (Lypusidae) (beolvasztották az erdei díszmolyfélék (Amphisbatidae) családjába)
          - Metachandidae családja
          - Lándzsás szárnyú molyfélék családja (Momphidae)
          - Díszmolyfélék családja (Oecophoridae)
          - Carcinamolyfélék családja (Peleopodidae)
          - Réti molyfélék családja (Pterolonchidae)
          - Zöldszárnyú díszmolyfélék családja (Scythrididae)
          - Symmocidae család
          - Xyloryctidae család

      - Immoidea  öregcsalád
        -           - Immidae család

      - Tollasmolyszerűek  öregcsaládja (Pterophoroidea)
        -           - Tollasmolyfélék családja (Pterophoridae)
          - Tineodidae család (egyes rendszertanok szerint)

      - Pyraloidea  öregcsalád
        -           - Fényiloncafélék családja (Pyralidae)
          - Hyblaeidae család
          - Ablakosmolyfélék családja (Thyrididae)

      - Simaethistoidea  öregcsalád
        -           - Simaethistidae család

      - Ruhamolyszerűek öregcsaládja (Tineoidea)
        - Tineiformes sorozat
          - Zsákhordó lepkefélék vagy csőzsákos molyfélék' családja (Psychidae)
          - Ruhamolyfélék családja (Tineidae)
          - Acrolophidae család
          - Arrhenophanidae család
          - Eriocottidae család

        - Gracillariiformes sorozat
          - Szemtakarós bordásmolyfélék családja (Bucculatricidae)
          - Legyezősmolyfélék családja (Douglasiidae)
          - Keskeny szárnyú molyfélék családja (Gracillariidae)
          - Bronzmolyfélék családja (Roeslerstammiidae)
          - Csillogó molyfélék családja (Schreckensteiniidae)

      - Whalleyanoidea öregcsalád
        -           - Whalleyanidae család

      - Yponomeutoidea  öregcsalád
        -           - Hegyes szárnyú tarkamolyfélék családja (Acrolepiidae)
          - Szulákmolyfélék családja (Bedelliidae)
          - Szakállasmolyfélék családja (Glyphipterigidae)
          - Aranyszárnyú molylepkefélék családja (Heliodinidae)
          - Ezüstös fehérmolyfélék családja (Lyonetiidae)
          - Tarkamolyfélék családja (Plutellidae)
          - Pókhálós molyfélék családja (Yponomeutidae)
          - Ívelt szárnyú tarkamolyfélék családja (Ypsolophidae)
- Egy ivarnyílásúak (Monotrysia) tagozat  (ebben a tagozatban csak osztag és öregcsalád szinteket különítettek el a család előtt)
  - Incurvariina osztag
    -       - Incurvarioidea öregcsalád
        -           - Hosszúcsápú molyfélék vagy ércfényű virágmolyfélék családja (Incurvariidae)
          - Hosszúcsápú tőrösmolyfélék családja (Adelidae)
          - Cecidosidae család
          - Crinopterygidae család
          - Fényes szárnyú molyfélék családja (Heliozelidae)
          - Sárgás virágmolyfélék családja (Prodoxidae)

  - Nepticulina osztag
    -       - Nepticuloidea öregcsalád
        -           - Paránypillefélék vagy törpemolyfélék családja (Nepticulidae)
          - Aprómolyfélék családja (Opostegidae)

      - Tischerioidea öregcsalád
        -           - Foltaknás sörtésmolyfélék családja (Tischeriidae)

      - Palaephatoidea öregcsalád
        -           - Palaephatidae család

2. Hagyományos
A hagyományos rendszertanok külső megjelenésük alapján többnyire két nagy csoportra, a nagylepkékre (Macrolepidoptera) és a molylepkékre (Microlepidoptera) osztották őket, és a nagylepkék között életmódjuk alapján az éjszakai lepkéket (Heterocera) és a nappali lepkéket (Diurna) különböztették meg. Ezt a felosztást gyakorlati okokból (a lepkészek előszeretettel egyikük vagy másikuk vizsgálatára specializálódnak) mindmáig sokan alkalmazzák — tudván tudva, hogy a csoportok parafiletikusak.

## Származásuk. elterjedésük
Megtalálhatók minden szárazföldön az Egyenlítőtől a sarkvidékekig. Legnagyobb forma- és fajgazdagságukat a trópusokon érték el.

## Életmódjuk, élőhelyük
A nagy területen elterjedt fajok egy évben repülő nemzedékeinek száma az éghajlattól függ: trópusi és meleg mérsékelt éghajlaton több, a sarkokhoz közeledve fokozatosan egyre kevesebb. A mérsékelt égövben (és onnan a sarkvidékhez közeledve) a táplálékhiányos téli időszakot a legtöbbjük nyugalmi állapotban, anyagcseréjét minimálisra csökkentve vészeli át, fejlődésénekk fajonként változó állapotában.
- Egyes fajok imágója (tehát a kifejlett lepke) telel át. Ilyen például:
- kis rókalepke (Aglais urticae),
- nappali pávaszem (Inachis io)
- c-betűs lepke (Polygonia c-album).

Más fajok báb állapotban telelnek, mint például:
- a káposztalepke (Pieris brassicae),
- a fecskefarkú lepke (Papilio machaon),
- a kardoslepke (Iphiclides podalirius).

Hernyó állapotban telel át például:
- közönséges tarkalepke (Melitaea athalia) — társas szövedékben,
- mocsári tarkalepke (Euphydryas aurinia) — társas szövedékben,
- csíkos boglárka (Polyommatus damon).

Pete állapotban telel át például:
- északi boglárka (Plebejus idas)

Az úgynevezett vándorlepkék télen nem vonulnak nyugalomba, hanem melegebb éghajlatra vándorolnak. Ilyen például az atalantalepke (Vanessa atalanta) és a bogáncslepke (Vanessa cardui).
A legtöbb faj bábja erre a célra kibocsátott fonállal rögzíti magát valamilyen felülethez. Egyes fajok bábjai hasoldalukkal tapadnak ehhez a felülethez úgy, hogy a fejük fölfelé áll. Ilyenek például:
- a káposztalepke (Pieris brassicae),
- a fecskefarkú lepke (Papilio machaon),
- a kardoslepke (Iphiclides podalirius).

Más fajok bábjai testük hátsó végét rögzítik úgy, hogy a fejük szabadon lecsüng. Ilyen, úgynevezett zuhanóbábja van például:
- a kis rókalepkének (Aglais urticae),
- a nappali pávaszemnek (Inachis io)
- az Atalanta-lepkének (Vanessa atalanta).

Amint ebből az összesítésből is kiviláglik, sok hernyó valamiféle szövedékben bábozódik (egyesek magányosan, más fajok hernyói kisebb-nagyobb csoportokban). Ez a szövedék különösen a selyemlepkeszerűek (Bombycoidea) öregcsalád fajaira jellemző. A névadó faj, tehát a selyemlepke (Bombyx mori) hernyójának szövedékéből készül a hernyóselyem.
A szenderszerűek (Sphingoidea) öregcsaládjában sok faj hernyója bábozódás előtt a talajba ássa magát.

A bábból kikelő lepke szárnya eleinte petyhüdten csüng. Az erekbe áramló vérnyirok (hemolimfa) azonban hamarosan kifeszíti, és ezután a lepke elrepülhet.